# Jan van Aken
Jan van Aken (ur. 1 maja 1961 w Reinbek) – niemiecki polityk, działacz Die Linke, deputowany do Bundestagu.

## Życiorys
W roku 1984 ukończył Sachsenwaldoberschule w Reinbek. W latach 1982–1989 studiował biologię na Uniwersytecie w Hamburgu. W roku 1993 został uzyskał stopień doktora. W latach 1993–1997 pracował na uniwersytecie w Hamburgu. W latach 1997–1998 pełnił funkcję menadżera Greenpeace Deutschalnd. W roku 1999 założył i zaczął prowadzić „Sunshine Projekt” mający na celu wykluczenie broni biologicznej z użycia. W latach 2001–2003 ponownie współpracował z Uniwersytetem w Hamburgu. W latach 2004–2006 był inspektorem do spraw broni biologicznej przy ONZ. W latach 2005–2006 pełnił funkcję szefa agencji badania broni biologicznej i kontroli zbrojeń. W roku 2006 van Aken ponownie związał się z Greenpeace i aż do roku 2009 był międzynarodowym koordynatorem Greenpeace International w Amsterdamie (siedziba fundacji). W marcu 2007 roku wstąpił do partii Die Linke (dosł. Lewica). Od października 2009 roku był drugą najważniejszą osobą w partii. Do Bundestagu startował z listy z w Hamburgu.
W październiku 2024 r. został wybrany na współprzewodniczącego partii razem z Ines Schwerdtner. 

## Życie prywatne
Jest żonaty, ma troje dzieci.